# Markaryd (comune)
Markaryd è un comune svedese, situato nella contea di Kronoberg. Il suo capoluogo è la cittadina omonima.

## Località
Nel territorio comunale sono comprese le seguenti aree urbane (tätort):
| # | Località      | Popolazione |
| - | ------------- | ----------- |
| 1 | Markaryd      | 3.826       |
| 2 | Strömsnäsbruk | 2.006       |
| 3 | Traryd        | 687         |
| 4 | Timsfors      | 609         |